# مادریگال د لاس آلتاس ترس
مادریگال د لاس آلتاس ترس دهستانی در استان آبیلای اسپانیا است.
در این دهستان ۱٬۹۵۱ نفر زندگی می‌کنند. مساحت این دهستان ۱۰۶٫۶۵ کیلومتر مربع است.